# أنجيلا تشالمرز
أنجيلا تشالمرز (من مواليد 6 سبتمبر 1963) هي رياضية متقاعد كندي نافست في 1500 متر و3000 متر . وحصلت على الميدالية البرونزية الاولمبية عام 1992 في سباق 3000 متر، وحصلت على ثلاث ميداليات في الكومنولث في الميدالية الذهبية، وحصلت على 1500 متر و 3000 متر في 1990 ، و 3000 متر في عام 1994.

## روابط خارجية
- أنجيلا تشالمرز على موقع الاتحاد الدولي لألعاب القوى (الإنجليزية)
- أنجيلا تشالمرز على موقع أوليمبيديا (الإنجليزية)
- أنجيلا تشالمرز على موقع اتحاد ألعاب الكومنولث (مؤرشف) (الإنجليزية)
- أنجيلا تشالمرز على موقع قاعة كولومبيا البريطانية للمشاهير الرياضية (الإنجليزية)
- أنجيلا تشالمرز على موقع قاعة مانيتوبا للمشاهير الرياضية (الإنجليزية)